# آرون جانستن
آرون جانستن (زاده ۲ فوریه ۱۹۹۵) یک کمک راننده ایرلندی است. او در حال حاضر کمک راننده تاکاموتو کاتسوتا برای تویوتا گازو ریسینگ دبلیو‌آر‌تی در مسابقات رالی قهرمانی جهان است.

## حرفه رالی
حرفه رالی جانستون در شانزده سالگی در مسابقات رالی ولز ۲۰۱۹ آغاز شد.  او اولین حضور خود در مسابقات قهرمانی جهان رالی را با رانندگی مشترک با الیور سولبرگ در فولکس واگن پولو جی‌تی‌آی آر۵ در کلاس رالی-۲ انجام داد.  هر دو آننده، جانستن و سولبرگ توسط کمپانیهیوندای موتوراسپورت برای رقابت در مسابقات قهرمانی رالی جهانی سال ۲۰۲۱ قرارداد امضا کردند. 
در ۱۶ سپتامبر ۲۰۲۱ او و سولبرگ پس از ۳ سال همکاری، جدایی خود را از یک دیگر اعلام کردند.  فقط پنج روز بعد در ۲۱ سپتامبر جانستن اعلام کرد که با راننده ژاپنی تاکاموتو کاتسوتا برای رالی فنلاند ۲۰۲۱ به جای دنیل باریت مجروح کمک راننده وی خواهد شد، 

## پیروزی های رالی

### پیروزی های رالی جهانی اروپا
| # | رویداد             | فصل  | کمک راننده   | خودرو                  |
| - | ------------------ | ---- | ------------ | ---------------------- |
| ۲ | هفتمین رالی لیپاجا | ۲۰۱۹ | الیور سولبرگ | فولکس واگن پولو GTI R5 |
| ۲ | هشتمین رالی لیپاجا | ۲۰۲۰ | الیور سولبرگ | فولکس واگن پولو GTI R5 |